# 羅克里奇 (亞利桑那州)
羅克里奇（英語：Rockledge）是位於美國亞利桑那州可可尼諾縣的一個非建制地區。該地的面積和人口皆未知。

## 地理
羅克里奇的座標為34°58′05″N 111°28′15″W / 34.96806°N 111.47083°W，而該地的平均海拔高度為2196米（即7205英尺）。